# オプテンノール (船)
|          |                                      |
|          |                                      |
| 船歴     |                                      |
| 発注     | アムステルダム・ネーデルランド造船所 |
| 進水     | 1927年2月12日                        |
| 竣工     | 1927年                               |
| 就役     | 1927年11月9日                        |
| 喪失     | 1945年8月19日                        |
| 性能諸元 |                                      |
| 総トン数 | 6,076トン                            |
| 全長     | 139.2m                               |
| 全幅     | 18.1m                                |
| 機関     | レンツ式4サイクル往復動機関 2軸推進  |
| 出力     | 6,160馬力（?）                       |
| 巡航速力 | 15.5ノット                           |
| 乗客     | 一等131人、二等52人、三等2457人      |
| 同型船   | プランシウス                         |
| 備考     | 諸元は竣工時。                       |

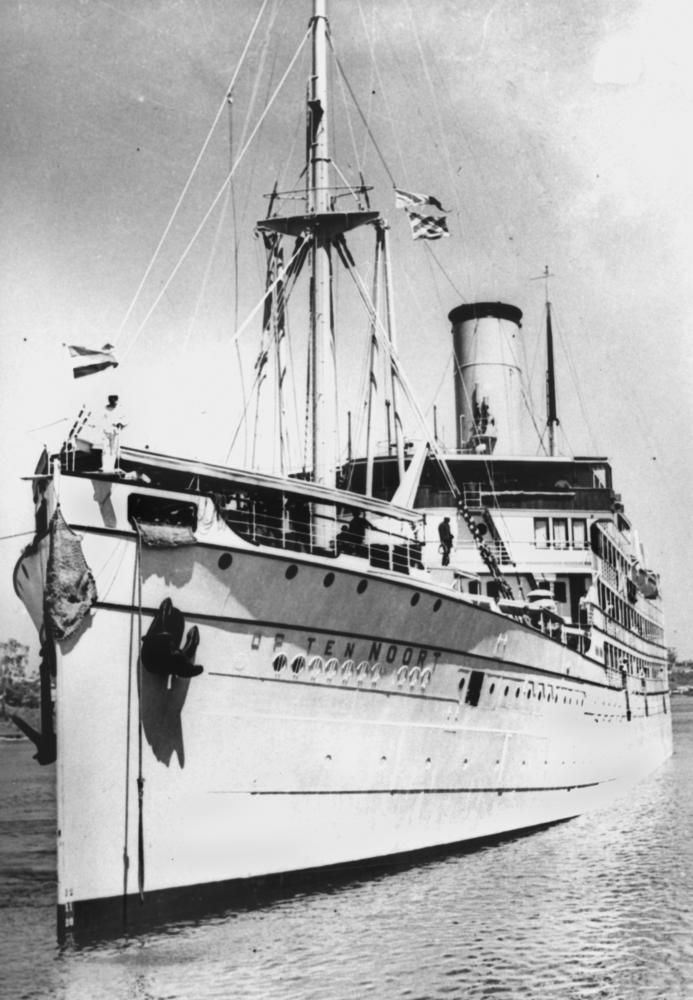
船首から見たオランダ客船時代のオプテンノール

オプテンノール（オプテンノート, オランダ語: Op Ten Noort）は、1927年にオランダ王立郵船会社（nl:Koninklijke Paketvaart Maatschappij, KPM）が就航させた旅客船である。太平洋戦争の勃発後、オランダ海軍に徴用されて病院船となったが、1942年（昭和17年）2月下旬のスラバヤ沖海戦で日本海軍により拘束された。その後、天応丸（てんのうまる）や第二氷川丸（だい2ひかわまる）の名で、日本海軍の病院船として運航された。終戦直後の1945年（昭和20年）8月19日、舞鶴沖合（若狭湾）で自沈処分。戦後は、賠償問題や財宝伝説により注目された。

## 建造
オプテンノールは、オランダ王立郵船会社（KPM）のオランダ領東インド向け客船として1923年竣工の姉妹船プランシウス（5955総トン）に続き、アムステルダムのネーデルランド造船所で建造された。1927年に進水し、同年のうちに竣工している。プランシウスよりわずかに総トン数が大きいものの、設計はまったく同型である。
竣工時の船首は垂直に切り立った形状で、高い一本煙突が目立つ船影だった。船尾は優美なクルーザースターンとなっている。なお、後述のように日本海軍による運航時には船首の改造や偽装煙突の装着などにより、船影が大きく変化している。
内装については、姉妹船プランシウスが広いサロンや黒檀の調度など豪華な設備を有しており、本船も同様であったものと考えられる。オランダ海軍による徴用時には、レントゲン室や火葬設備の追加などの改装がされている。日本海軍による使用時にも、詳細は不明だが、装飾的なレリーフなどが撤去され、客室が病床として畳敷きに変わるなどかなりの改造がされている。
船名は、KPM社の草創期に活躍したローレンス・ピーテル・ディグヌス・オプ・テン・ノールト (1847-1924)という人物に由来する。

## 運用

### オランダによる運航
オプテンノールは、はじめオランダの植民地支配下にあるジャワ島のバタヴィア＝シンガポール＝バンコク＝サイゴン＝マニラ＝モルッカ諸島＝バリ島＝バタヴィアを巡る周回航路に就役した。その後、姉妹船とともにスラバヤからバタヴィアなどジャワ島北岸の数港やブラワン（メダンの外港）を経由して、イギリスの植民地であるシンガポールに至る航路に使われ、現地のオランダ人に親しまれた。
なお1940年5月15日に第二次世界大戦でドイツ軍の侵攻を受けたオランダ本国政府は降伏し、政府は王室ともどもイギリスのロンドンに亡命し亡命政府を樹立しており、植民地政府とそこに駐留していたオランダ軍、そして本船は亡命政府の指揮下に入ることとなった。
1941年（昭和16年）12月8日に太平洋戦争が勃発すると、オランダ海軍は開戦当日に本船を徴用し、バタヴィアで病院船としての改装工事を施した。オプテンノールを病院船とすることは1942年2月4日に日本側に通告され、オプテンノールは2月19日に病院船として就役した。2月20日に、磁気機雷対策用の舷外電路を装着するためスラバヤ軍港に入港したが、直後に日本軍機の空襲に見舞われ、至近弾で損傷、軍医や従軍看護婦ら13人が死傷した。
2月28日、スラバヤ沖海戦における負傷兵救助のため航行中、日本の駆逐艦の臨検を受けた。第五戦隊（司令官高木武雄少将、旗艦那智）の記録では、オプテンノールを臨検したのは第四水雷戦隊（四水戦司令官西村祥治少将、旗艦那珂）所属の第2駆逐隊・白露型駆逐艦4番艦夕立となっているが、実際には白露型3番艦村雨（第2駆逐隊）である。
また原為一（当時、天津風駆逐艦長。海軍中佐）の回想では、同艦のオプテンノール臨検はスラバヤ沖海戦前の2月26日となっている。臨検のためオプテンノールに乗りこんだ岩淵吾郎（当時、天津風水雷長）は、スラバヤ沖海戦の後だと回想している。
当時、スラバヤ沖合で行動していた第二水雷戦隊（二水戦司令官田中頼三少将、旗艦神通）の報告によれば、陽炎型駆逐艦7番艦初風と陽炎型9番艦天津風（2隻とも第二水雷戦隊、第16駆逐隊所属）による臨検は2月28日夕方で、オプテンノールを臨検中の村雨（四水戦・第2駆逐隊）を発見後、第16駆逐隊第2小隊（天津風、初風）は一旦引き返す。だが第四水雷戦隊司令官西村祥治少将（那珂）より第二水雷戦隊（神通）に依頼があり、田中（二水戦司令官）は再び天津風を派遣してオプテンノールを抑留させた。天津風側の結論は「指定海域（バウエン島北方海域）に碇泊後、3月1日以後は自由行動を許可す」であった。
日本海軍の命令に、オプテンノールも一旦は従った。
しかし3月1日、オランダ側乗員は「救助活動ができないのならば指定海域にとどまる意味はない」と考え、オーストラリアのパースへ向かおうと航行を再開した。日本側はオプテンノールの行為を「指示を無視して逃亡する行為」と判断し、威嚇爆撃により停船させた。
水上機母艦千歳搭載の零式水上偵察機搭乗員（山崎力義、二飛曹）によれば、『朝方のこのこ戦闘海域に入ってきた病院船』が指定停泊地点から東方に向けて逃走しつつあるのを発見、英文で警告したが反応がなく、針路上に60kg爆弾2発を投下して機銃掃射をおこなったと回想している。
第三艦隊司令長官高橋伊望中将（旗艦足柄）は、指揮下の第二水雷戦隊司令官田中頼三少将（旗艦神通）に対し「天津風をもってオプテンノールを護送せよ」と命じる。
この命令に従い天津風（第16駆逐隊）は同日夜にオプテンノールと再合流、同船をバンジャルマシンへ連行した。なお、病院船に対する臨検や航路指示は交戦国の権利として認められており、重大な事情があり必要があれば抑留することも可能だった。
3月2日夕刻、2隻（天津風、オプテンノール）はバンジャルマシンに到着、本船は同地で敷設艦蒼鷹に引き渡された。
なおスラバヤ沖海戦で沈没した連合軍艦艇生存者は、日本側駆逐艦（雷、電）等に救助されたあと、一部はオプテンノールに集められた。

### 日本海軍による運航
日本海軍は、オプテンノールをマカッサルへと碇泊させた。本船の碇泊期間は1942年10月まで9カ月も続き、その間の6月に誤爆を避けるためにオランダ船旗は降ろされて、日本海軍旗が掲げられた。マカッサル碇泊中、オプテンノールは負傷者を中心とした連合軍捕虜の収容に使われた。この状況に、オランダ側は強く抗議し、日本側も反論、外交問題となった。
1942年（昭和17年）10月、日本海軍は本船を日本本土へ回航して改装、病院船として使用することにした。回航の際には日本側乗員が運航し、オランダ人は医療関係者や高級船員だけが残され、同年12月の日本到着後に、日本での敵国人の抑留政策の一環として、広島県三次の抑留所へと移された。船名は、オプテンノールのもじりで天応丸（日本海軍の法令上は旧字の天應丸）と改名される。
12月20日、天応丸は特設病院船に類別され、横須賀鎮守府所管と仮定。本船はこの際の改装工事により、煙突が短く太い外観に変更されたほか、船尾甲板上に上部構造物が追加された。工事は1943年（昭和18年）4月までに完了した。
同年4月25日に横須賀を出港してラバウルからの患者収容に向かって以後、ラバウルやトラック島との間で1944年（昭和19年）9月までに8回の航海に従事した。任務中、アメリカ海軍によるトラック島空襲（昭和19年2月中旬）に遭遇した際には無傷だったが、同年7月25日にパラオで連合国軍機による空襲を受けた際には機銃掃射で乗船中の避難民や負傷兵ら4人が死亡した。
1944年（昭和19年）9月から、オプテンノールは横須賀において再び改装工事を施された。このときの工事は、垂直型の船首を上端が鋭く前に突きだしたクリッパー型船首に変更し、擬装用の第二煙突を追加するなど、外観を大きく変更するものであった。11月1日、天応丸は既存の病院船氷川丸にちなみ、第二氷川丸と改名された。引続き横須賀鎮守府所管。改名の理由は、天応丸の発音が「天皇」と同一で不敬であると思われたことのほか、元はオプテンノールであったことを隠蔽する意図があったと推定される。両船（氷川丸、第二氷川丸）は誤認され易く、第二氷川丸側は注意を呼び掛けている。
改装を終えたオプテンノールは、新造病院船として連合国側に通告された。第二氷川丸となってからは、1945年（昭和20年）7月にまで5回の航海をシンガポール方面と日本本土との間で行った。1944年11月6日には、レイテ沖海戦で損傷した戦艦大和の戦死者33名の遺骨を受け入れ、ブルネイを出港した。この間、1945年2月にシンガポール沖でイギリス軍の敷設した機雷に接触し、修理に2週間を要する損害を受けた。
オプテンノールの本来の任務は、天応丸、第二氷川丸時代を通じて、前線からの傷病兵や避難民の治療や救出であった。しかし、これら病院船としての任務の傍ら、兵員や軍需物資の輸送など戦時国際法違反の用途にも使用された。石油輸送に使用するため、真水タンクの一部は石油タンクに改装されていたと見られる。
1945年7月下旬以降、オプテンノールは舞鶴港に係留され8月15日の終戦の日を迎えた。終戦まで生きのびたオプテンノールだったが、終戦直後の8月19日に、舞鶴港外の沓島近海でキングストン弁を解放したうえ、船体に爆雷を装着して遠隔操作で起爆して自沈させられた。自沈作業は舞鶴鎮守府の隷下にある舞鶴防備隊の掃海部隊により、秘密裏に遂行された。自沈を決定したのは海軍大臣の米内光政であったとも言われる。なお、作業にあたった決死隊24人が船とともに沈んで殉職したとの情報は誤りで、全員が無事に作業を終えている。

## 戦後のオランダ政府による賠償請求
終戦直後の1945年9月10日、オランダ政府は日本政府に対し、オプテンノールの消息を照会した。これに対し、戦犯問題に発展することを恐れた旧日本海軍は、オプテンノールが抑留中の1944年に舞鶴出航後に行方不明となっているとの虚偽の回答を行い、代船の提供を申し出た。
その後、一旦はオランダ政府からの追及が途絶えたが、サンフランシスコ講和条約締結後の1953年（昭和28年）に、再びオプテンノールを話題に取り上げ、国際法上保護される病院船を不法に拿捕・沈没させたものとして船体の返還や損害賠償を請求してきた。
これに対し日本政府は、オプテンノールが拘束されたのは日本の作戦行動を妨害する戦時国際法違反行為に及んだため、病院船としての保護を受ける資格を喪失して抑留されたのであり、日本側の行為は違法性が無いと主張した。
長期の交渉の結果、1978年（昭和53年）に、日本政府が見舞金1億円を自発的に支払う代わり、オランダ政府は船の残骸等についての所有権が日本に帰属することおよび以後は一切の請求を行わないことを確認する協定が締結されて解決した。

## 財宝伝説
オプテンノールについて、「自沈時に多量の貴金属などを搭載していた」との説が一部でとなえられ、数度に渡ってトレジャーハンターによる沈船調査の対象となった。この説によれば、「日本軍がオランダ領東インドで『略奪』した金250トンやプラチナ70トン、各国の金貨、宝飾品500トン以上、バラスト代わりの錫3千トンなどが、戦争犯罪の証拠隠滅のためにオプテンノールとともに沈められた」とされる。
1978年（昭和53年）から翌年にかけて、元軍令部嘱託を称する人物が代表者を務める海洋興発が、遺骨収集事業の名目で潜水調査を行ったが、財宝は発見できなかった。1982年（昭和57年）には日本船舶振興会のダミー会社でナヒーモフ号の財宝探査にも関わった世界技術開発センターが、大蔵省の許可の下で調査を行い、ダイヤモンド入りと伝えられる大型金庫を回収したものの、実際の中身は空の桐箱であった。その後、1993年（平成5年）などにもイギリス人実業家などによる調査が行われているが、財宝は見つかっていない。
三神國隆は、オプテンノールの財宝伝説は実在する隠匿物資の所在をごまかすために流された捏造情報だった可能性を指摘している。
2017年には海底の残骸が発見され、これに基づいてNHKがドキュメンタリー番組『追跡、巨大沈没船』を制作放映した。